# 1. česká národní hokejová liga 1974/1975
1. česká národní hokejová liga 1974/1975 byla 6. ročníkem jedné ze skupin československé druhé nejvyšší hokejové soutěže.

## Systém soutěže
Všech 12 týmů se utkalo čtyřkolově každý s každým (celkem 44 kol). Vítěz základní části postoupil do kvalifikace o nejvyšší soutěž, ve které se střetnul s vítězem 1. SNHL v sérii na čtyři vítězné zápasy. Vítěz této série postoupil do dalšího ročníku nejvyšší soutěže.
Týmy na posledních dvou místech sestoupily do 2. ČNHL.

## Základní část
| Poř. | Tým                         | Z  | V  | R  | P  | VG  | OG  | B  |
| ---- | --------------------------- | -- | -- | -- | -- | --- | --- | -- |
| 1.   | TJ Ingstav Brno             | 44 | 35 | 6  | 3  | 242 | 109 | 76 |
| 2.   | TJ VTŽ Chomutov             | 44 | 26 | 4  | 14 | 180 | 120 | 56 |
| 3.   | TJ Slovan NV Ústí nad Labem | 44 | 25 | 5  | 14 | 153 | 122 | 55 |
| 4.   | TJ Baník ČSA Karviná        | 44 | 24 | 6  | 14 | 177 | 143 | 54 |
| 5.   | TJ Stadion PS Liberec       | 44 | 18 | 12 | 14 | 168 | 161 | 48 |
| 6.   | TJ Slezan STS Opava         | 44 | 16 | 10 | 18 | 153 | 137 | 42 |
| 7.   | TJ ZVVZ Milevsko            | 44 | 15 | 10 | 19 | 140 | 154 | 40 |
| 8.   | TJ Slavia IPS Praha         | 44 | 14 | 9  | 21 | 123 | 159 | 37 |
| 9.   | TJ Prostějov                | 44 | 14 | 6  | 24 | 137 | 186 | 34 |
| 10.  | ASD Dukla Jihlava B         | 44 | 10 | 11 | 23 | 126 | 163 | 31 |
| 11.  | TJ Poldi SONP Kladno B      | 44 | 10 | 10 | 24 | 143 | 212 | 30 |
| 12.  | TJ Tatra Kopřivnice         | 44 | 11 | 3  | 30 | 123 | 199 | 25 |

Tým TJ Ingstav Brno postoupil do kvalifikace o nejvyšší soutěž, kde se utkal s vítězem 1. SNHL TJ Lokomotíva Bučina Zvolen, kterého porazil 4:1 na zápasy (4:2, 6:1, 1:2, 6:1, 5:0) a postoupil tak do nejvyšší soutěže.
Týmy TJ Poldi SONP Kladno B a TJ Tatra Kopřivnice sestoupily do 2. ČNHL.